# 唐琳
唐琳（1976年5月7日—）是中国一位女子柔道运动员，出生于四川省威远县，1990年进入四川省柔道集训队，1992年正式入选省柔道队。在2000年悉尼奥运会女子柔道78公斤级决赛中，击败法国选手塞利娜·勒布伦（Céline Lebrun），获得金牌。 

## 主要成绩
- 1995年全国柔道锦标赛，女子72公斤级冠军
- 1996年亚洲柔道锦标赛，女子72公斤级第2名
- 1997年东亚运动会，女子72公斤级第3名
- 1998年全国女子柔道锦标赛，女子-78公斤级第2名
- 1998年全国女子柔道精英赛暨亚运会选拔赛，女子78公斤级冠军
- 1998年全国女子柔道冠军赛暨亚运会选拔赛，女子78公斤以下级冠军
- 1998年亚洲运动会，女子78公斤级冠军
- 1999年全国女子柔道锦标赛，78公斤级第3名
- 1999年全国女子柔道赛，女子78公斤级冠军
- 2000年女子柔道奥运会选拔赛暨全国锦标赛，女子78公斤级第一名冠军
- 2000年悉尼奥运会，女子78公斤级冠军